# Nils Sandström
Nils Sandström (Suecia, 9 de agosto de 1893-17 de junio de 1973) fue un atleta sueco, especialista en la prueba de 4 x 100 m en la que llegó a ser medallista de bronce olímpico en 1920.

## Carrera deportiva
En los JJ. OO. de Amberes 1920 ganó la medalla de bronce en los relevos 4 x 100 metros, con un tiempo de 42.8 segundos, llegando a meta tras Estados Unidos que batió el récord del mundo con 42.2 s, y Francia (plata), siendo sus compañeros de equipo: William Petersson, Sven Malm y Agne Holmström.